# Вахонинское сельское поселение
Вахо́нинское се́льское поселе́ние — муниципальное образование в Конаковском районе Тверской области. Образовано в 2005 году, включило в себя территорию Вахонинского сельского округа (без 3 н.п., отошедших Конаковскому городскому поселению).
На территории поселения находятся 19 населенных пунктов. Административный центр — деревня Вахонино.

## Географические данные
- Нахождение: центральная часть Конаковского района.
  - Граничит:
    - на севере — с Конаковским городским поселением,
    - на востоке — с Селиховским СП,
    - на юго-востоке — с Клинским районом Московской области,
    - на юге — с СП Завидово,
    - на северо-западе — со Старомелковским и Юрьево-Девичьевским СП (по Иваньковскому водохранилищу).

Включает часть акватории Иваньковского водохранилища и крупный остров Низовка.

## Население
| 2010  | 2011  | 2012  | 2013  | 2014  | 2015  | 2016  |
| ----- | ----- | ----- | ----- | ----- | ----- | ----- |
| 1473  | ↘1464 | ↗1486 | ↘1474 | ↘1429 | ↗1467 | ↗1481 |
| 2017  | 2018  | 2019  | 2020  | 2021  |       |       |
| ↘1471 | ↘1453 | ↘1437 | ↘1376 | ↗1568 |       |       |

## Состав поселения
На территории поселения находятся следующие населённые пункты:
| №  | Тип нп | Название     | Население (2008 год) |
| -- | ------ | ------------ | -------------------- |
| 1  | дер.   | Вахонино     | 731                  |
| 2  | дер.   | Весна        | 23                   |
| 3  | дер.   | Городище     | 52                   |
| 4  | дер.   | Горбасьево   | 4                    |
| 5  | дер.   | Долинки      | 17                   |
| 6  | дер.   | Искрино      | 76                   |
| 7  | дер.   | Карла Маркса | 103                  |
| 8  | пос.   | 2-е Моховое  | 422                  |
| 9  | дер.   | Новошино     | 112                  |
| 10 | дер.   | Паника       | 22                   |
| 11 | дер.   | Первомайск   | 32                   |
| 12 | дер.   | Плоски       | 108                  |
| 13 | дер.   | Полушкино    | 11                   |
| 14 | дер.   | Рябинки      | 8                    |
| 15 | село   | Свердлово    | 116                  |
| 16 | дер.   | Терехово     | 21                   |
| 17 | дер.   | Шоша         | 61                   |
| 18 | дер.   | Шуклово      | 29                   |
| 19 | дер.   | Щелково      | 17                   |

### Бывшие населенные пункты
При создании Иваньковского водохранилища (1936—1937 годы) затоплены (переселены) село Воскресенское (Шоша), деревни Глинище, Низовка, Пудино.
Село Новое было переименовано в Свердлово, деревня Поганцево — в д. Весна, деревня Боярская (Барское) — в д. Первомайск, деревня Дворская — в д. Карла Маркса (к ней присоединена д. Болтино).